# چئوندئونگسان (جئولا شمالی)
چئوندئونگسان (به لاتین: Cheondeungsan) یک کوه در کره جنوبی است که در استان جئولا شمالی واقع شده‌است.چئوندئونگسان ۷۰۷ متر بالاتر از سطح دریا واقع شده‌است.